# 小屋浦駅
小屋浦駅（こやうらえき）は、広島県安芸郡坂町小屋浦二丁目にある、西日本旅客鉄道（JR西日本）呉線の駅である。駅番号はJR-Y08。

## 歴史
- 1914年（大正3年）5月1日：鉄道院呉線天応駅 - 坂駅間に新設[2]。
- 1949年（昭和24年）6月25日：専用線発着車扱貨物取扱開始[3][4]。
- 1965年（昭和40年）10月1日：貨物取扱廃止[5]。
- 1970年（昭和45年）10月1日：業務委託駅化[6]。荷物扱い廃止[5][7]。
- 1987年（昭和62年）4月1日：国鉄分割民営化に伴い、西日本旅客鉄道（JR西日本）の駅となる[5]。
- 1996年（平成8年）：駅舎南東側に駐輪場新設[8]。
- 1998年（平成10年）12月10日：初代駅舎解体（12月30日まで）[9]。
- 1999年（平成11年）
  - 1月10日：2代目駅舎建築開始[9]。
  - 3月13日：2代目駅舎完成[10]。
- 2004年（平成16年）10月：窓口営業時間中に閉鎖時間帯が設定。
- 2007年（平成19年）
  - 6月23日：ICOCA対応簡易型自動改札機設置。
  - 9月1日：ICカード「ICOCA」が利用可能となる。
- 2017年（平成29年）1月28日：無人駅化。
- 2018年（平成30年）
  - 7月6日：平成30年7月豪雨に伴う営業休止。
  - 9月9日：広駅 - 坂駅間で運転再開[注釈 1][12]。

## 駅構造

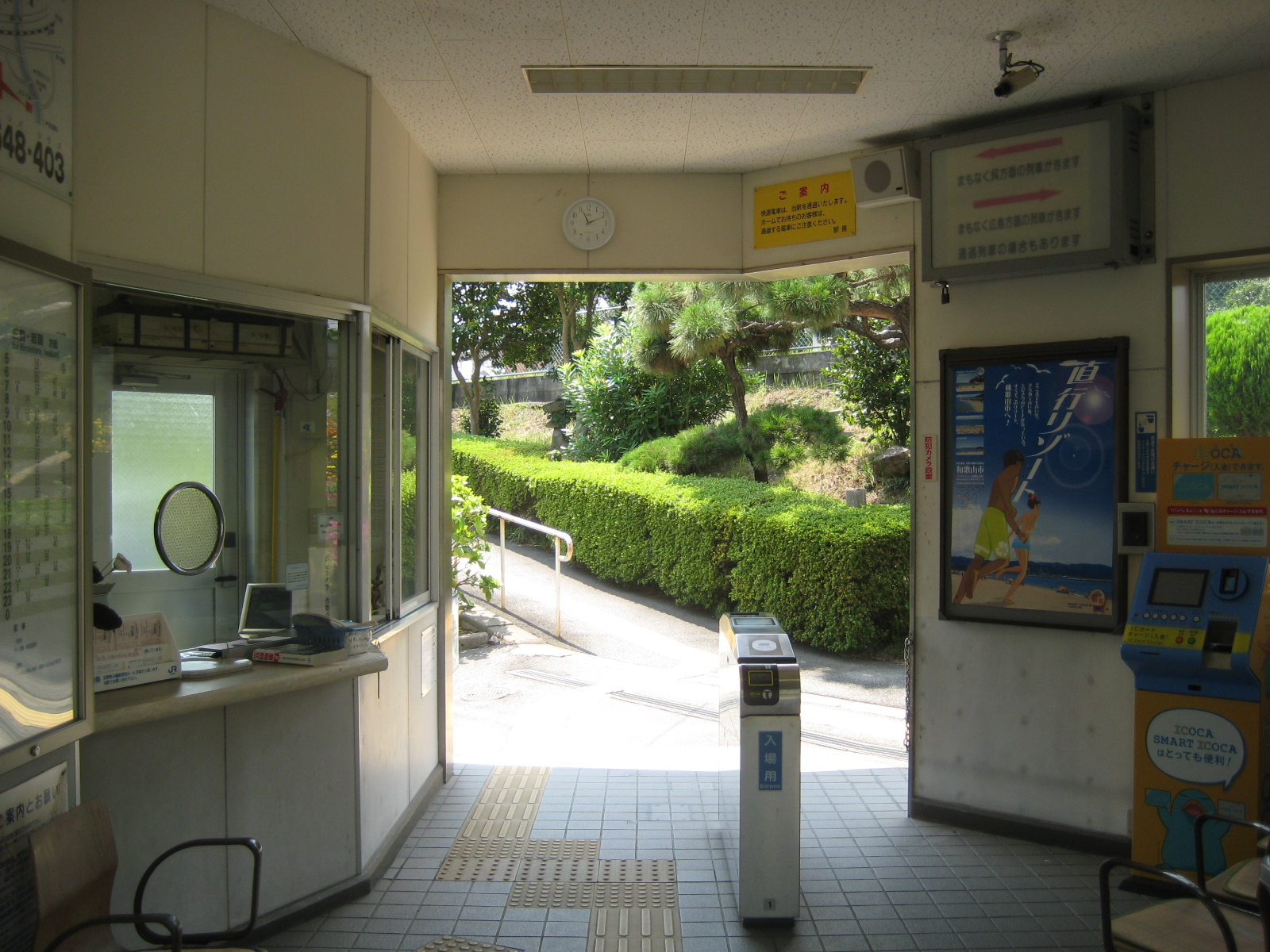
改札口（2009年8月）

相対式ホーム2面2線を有する列車交換可能な地上駅。両ホームは跨線橋で連絡している。
無人駅。自動券売機が設置されている。ICOCA利用可能駅（相互利用可能ICカードはICOCAの項を参照）で、自動改札機は開閉式で無い簡易式のものが置かれている。以前は、業務委託駅であり、非電化時代は直営駅だった。
駅舎は1番のりば側にあり、所在地である坂町の鳥メジロをデザインした2代目である。
1998年まで使用された初代木造駅舎は約176 m2あったが、1999年に改築した現駅舎は約46 m2に減築された。当時は、長年に渡り駅舎付近に乱雑に駐輪されている状態が問題となっており、1996年に駅舎南東側に駐輪場が新設されたものの駐輪台数が不足していたためで、減築で空いた130 m2は駅舎完成後に駐輪場が整備（増設）された。

### のりば
| のりば | 路線 | 方向 | 行先             |
| ------ | ---- | ---- | ---------------- |
| 1      | 呉線 | 上り | 呉・竹原方面     |
| 2      | 呉線 | 下り | 海田市・広島方面 |

付記事項
- 長編成貨物列車や優等列車が運行されていた関係で、列車交換線路有効長はかなり長い。
- 以前は駅東側に保線用車両留置線が1線あったが、撤去されている。

## 利用状況
近年の1日平均乗車人員の推移は以下の通り。
| 年度                | 1日平均 乗車人員 | 出典   |
| ------------------- | ---------------- | ------ |
| 1987年（昭和62年）  | 約1,000          | [ 14 ] |
| 1988年（昭和63年）  | 約1,000          | [ 14 ] |
| 1989年（平成 元年） | 998              | [ 15 ] |
| 1990年（平成02年）  |                  |        |
| 1991年（平成03年）  |                  |        |
| 1992年（平成04年）  | 932              | [ 16 ] |
| 1993年（平成05年）  |                  |        |
| 1994年（平成06年）  |                  |        |
| 1995年（平成07年）  |                  |        |
| 1996年（平成08年）  |                  |        |
| 1997年（平成09年）  |                  |        |
| 1998年（平成10年）  | 785              | [ 13 ] |
| 1999年（平成11年）  |                  |        |
| 2000年（平成12年）  |                  |        |
| 2001年（平成13年）  |                  |        |
| 2002年（平成14年）  | 743              | [ 17 ] |
| 2003年（平成15年）  |                  |        |
| 2004年（平成16年）  |                  |        |
| 2005年（平成17年）  |                  |        |
| 2006年（平成18年）  | 621              | [ 18 ] |
| 2007年（平成19年）  |                  |        |
| 2008年（平成20年）  |                  |        |
| 2009年（平成21年）  | 599              | [ 14 ] |
| 2010年（平成22年）  |                  |        |
| 2011年（平成23年）  | 543              | [ 19 ] |
| 2012年（平成24年）  | 517              | [ 19 ] |
| 2013年（平成25年）  | 515              | [ 20 ] |
| 2014年（平成26年）  | 501              | [ 19 ] |
| 2015年（平成27年）  | 485              | [ 21 ] |
| 2016年（平成28年）  | 490              | [ 19 ] |
| 2017年（平成29年）  | 464              | [ 19 ] |
| 2018年（平成30年）  | 378              | [ 19 ] |
| 2019年（令和 元年） | 373              | [ 19 ] |
| 2020年（令和02年）  | 306              | [ 22 ] |
| 2021年（令和03年）  | 299              | [ 23 ] |
| 2022年（令和04年）  | 284              | [ 24 ] |
| 2023年（令和05年）  | 290              | [ 25 ] |

## 駅周辺
駅舎は天地川と言う小さい河川の河口部右岸側にある。周辺は平野は発達しておらず山が海まで迫り、谷がそのまま河口まで続くと言うリアス式海岸の街となっている。このため鉄道や車道が開通するまでは周辺の集落との交流は徒歩で山越えか海上経由で舟を利用するしかなかった。花崗岩の巨岩が林立する天狗岩（標高373 m）を経由して水尻駅や坂駅までの道が今もハイキングコースとして残る（砂防工事のため2022年現在一部通行止）。海沿いを走り坂町中心部や東隣の呉市を結ぶ国道31号は駅のすぐ裏を通っている。山越えの車道は2020年代でも開通していないが、県道275号線として坂町中心部までを山を越えて結ぶ計画がある。275号線は小屋浦地区内は開通したものの山岳区間は着工しておらず全通時期は未定となっている。また、自動車専用道路である広島呉道路が地区内を通過しているがインターチェンジは設置されていない。
集落は谷筋に集中している。畑は一部が谷底にあった他は集落周辺の谷の斜面を階段状に開墾して利用していたが1970年代より放棄され森林に遷移した。海岸はかつて漁港であったが、2020年代では出光興産（旧・昭和シェル）の油槽所となっており石油の貯蔵タンクが並ぶ。石油タンカーを沖合に停めたまま荷下ろし可能な桟橋（タンカーバース）が整備されている。集落内唯一のスーパーマーケットとして農協系のA-COOP小屋浦店があったが2019年2月で閉店し、トラックによる移動販売に置換えられた。
花崗岩が風化し土石流化しやすい真砂土が周辺に広く分布している。直近では2018年（平成30年）7月の土石流に伴い天地川上流にあった既設の砂防ダムが決壊し、ダムが抑えていた土砂を含む土石流が集落に流れ込んだ結果7人が死亡した。これを受けて見直されたハザードマップでは天地川は広島呉道路付近を境に本流上流部及び支流等が広い範囲で土砂災害防止法における土砂災害特別警戒区域（一部は規制がやや緩い警戒区域）に指定され、複数の砂防ダム整備が進められている。周辺の無名渓流流域や山際を中心に警戒区域等への指定と砂防施設建設が行われたものもある。小屋浦集落は1907年（明治40年）にも大規模な土石流で40人以上が死亡する被害が出ており集落内には慰霊碑が残されている。避難先としては小屋浦小学校などが指定されている。
- 天地川
- 国道31号
- 坂町循環バス「小屋浦一丁目」停留所：国道31号沿い
- 広島県道275号坂小屋浦線
- 坂町役場 小屋浦出張所 （通称：小屋浦ふれあいセンター）：屋浦集会所を併設
- 坂町立小屋浦小学校
- 小屋浦みみょう保育園
- 小屋浦公園（坂町自然災害伝承公園）：園内に原爆慰霊碑及び明治40年水害碑、防災倉庫等がある
- 小屋浦郵便局
- ひろしま農業協同組合（JAひろしま）小屋浦ATMコーナー
- 出光興産広島小屋浦油槽所
- 坂町町有住宅 めじろコーポこやう：災害公営住宅としても利用されている

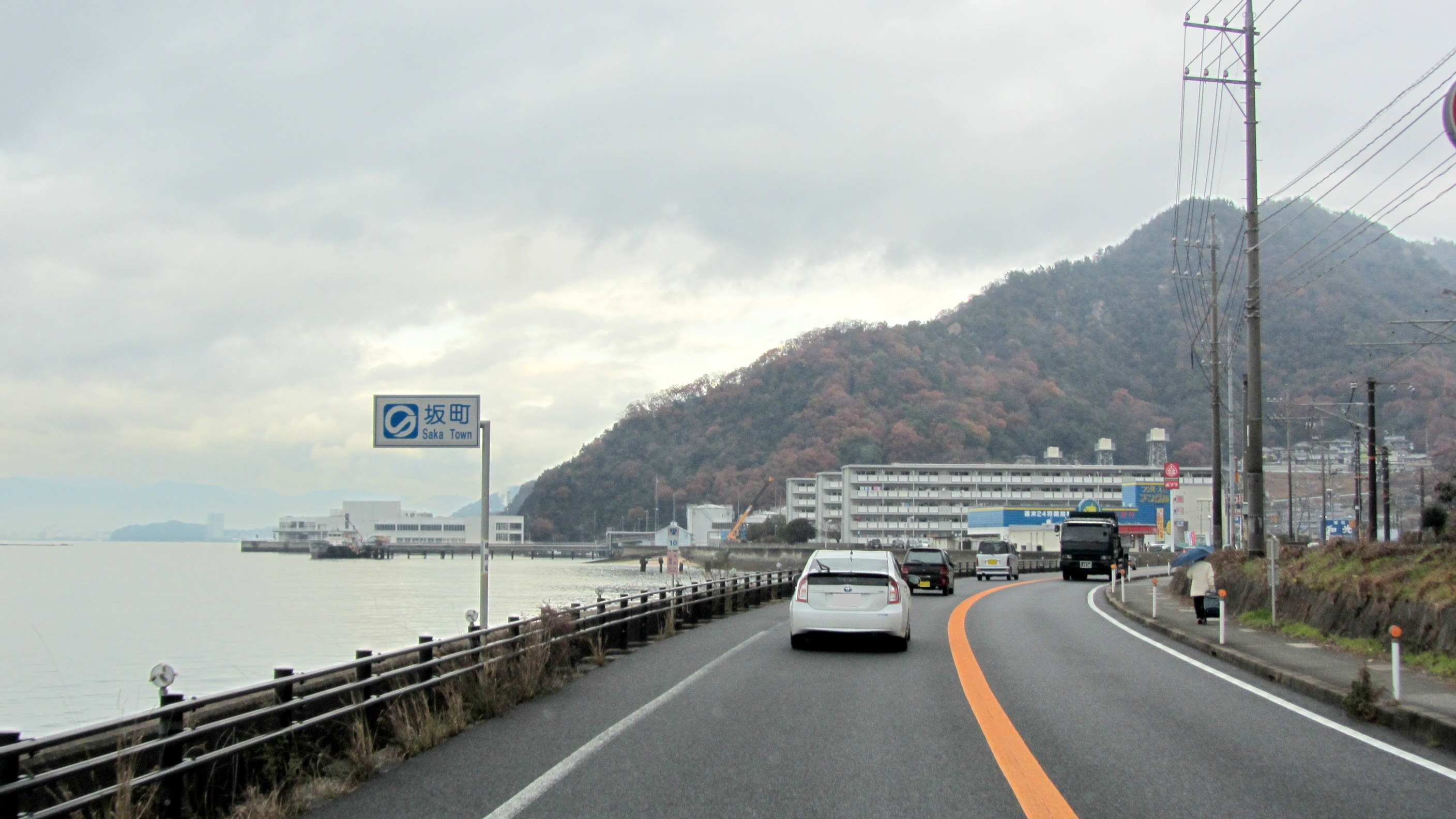
東側（呉市境）国道上から見た小屋浦地区。山が海まで迫り山肌に巨岩が露出している
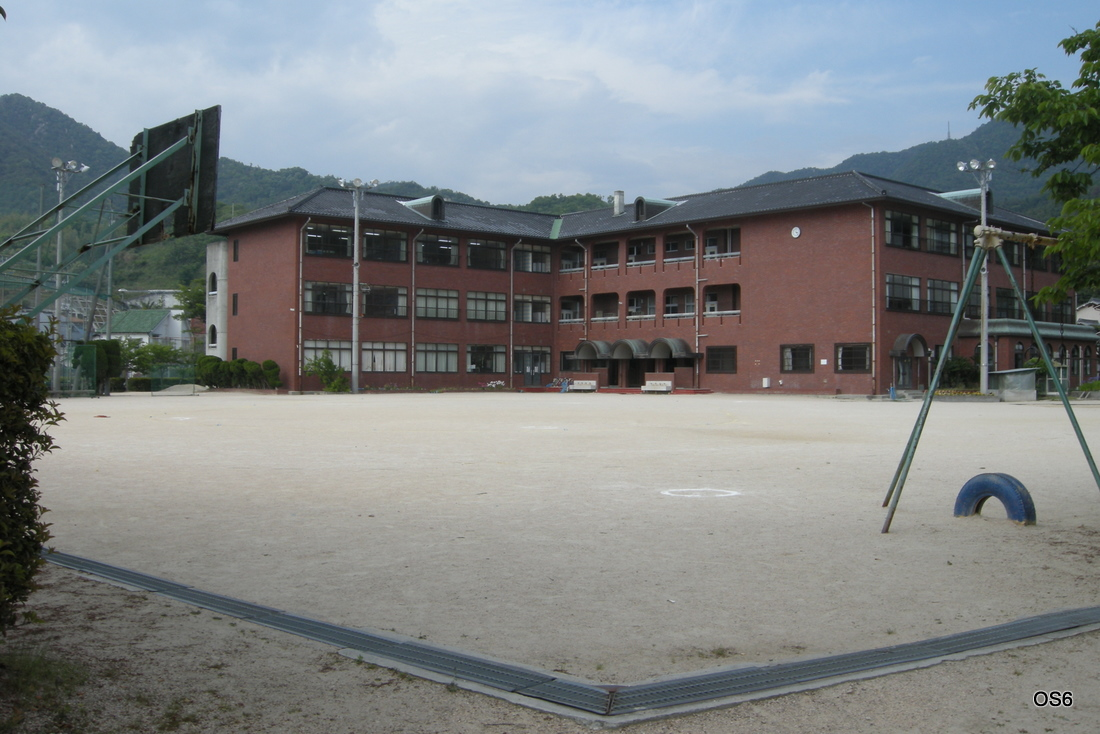
町立小屋浦小学校（2009年）
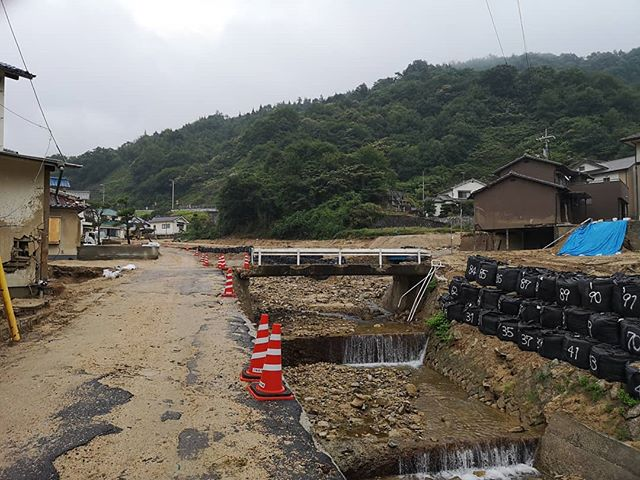
天地川の土石流被害（小屋浦4丁目付近、2018年）

## 隣の駅
西日本旅客鉄道（JR西日本）
 呉線
■快速「通勤ライナー」・■快速「安芸路ライナー」
通過
■普通
呉ポートピア駅 (JR-Y09) - 小屋浦駅 (JR-Y08) - 水尻駅 (JR-Y07)